# Viorel Blăjuț
Viorel-Ionel Blăjuț (n. 13 mai 1973, Miroslava, Iași, România) este un fost deputat român de religie romano-catolică, ales în 2012 din partea grupului parlamentar Democrat și Popular.
Pe 21 mai 2013 a trecut în deputați neafiliați, apoi s-a mutat în grupul parlamentar Democrat și Popular (pe data de 3 decembrie 2014). Pe data de 28 noiembrie 2016, Viorel Blăjuț a demisionat din Parlament.